# Onthophagus neervoorti
Onthophagus neervoorti är en skalbaggsart som beskrevs av Antoine Boucomont 1914. Onthophagus neervoorti ingår i släktet Onthophagus och familjen bladhorningar. Inga underarter finns listade i Catalogue of Life.